# Tipula (Eumicrotipula) reciproca
Tipula (Eumicrotipula) reciproca is een tweevleugelige uit de familie langpootmuggen (Tipulidae). De soort komt voor in het Neotropisch gebied.